# بطولة العالم للتزلج النوردي البارالمبي
بطولة العالم للتزلج النوردي البارالمبي، والمعروفة قبل 30 نوفمبر 2016 باسم بطولة العالم للتزلج الريفي على الثلج والبياتلون، إلى جانب الألعاب البارالمبية الشتوية، هي المستوى الأكثر شهرة للمنافسة الدولية في التزلج الشمالي البارالمبي.
في 30 نوفمبر 2016، اعتمدت اللجنة البارالمبية الدولية، التي تُعد الاتحاد الدولي لعشر رياضات خاصة بذوي الإعاقة، بما في ذلك التزلج النوردي، العلامة التجارية "World Para" لتشمل جميع هذه الرياضات. وعلى الفور، أُعيدت تسمية بطولات العالم في كل من هذه الرياضات لتُعرف باسم "بطولة العالم لذوي الاحتياجات الخاصة".
في المؤتمر الدولي الثالث والخمسين للتزلج في يوليو 2022، نقلت اللجنة البارالمبية الدولية مسؤولية التزلج الريفي على الثلج لذوي الاحتياجات الخاصة إلى الاتحاد الدولي للتزلج والتزلج على الجليد، ونُقل مسؤولية التزلج البارالمبي إلى الاتحاد الدولي للتزلج على الجليد.

## البطولات
| الدورة       | السنة   | المدينة                        | الدولة           | التاريخ             | ملاحظات |
| ------------ | ------- | ------------------------------ | ---------------- | ------------------- | --- |
| الأولى       | 1974 () | لو غران بورنان                 | فرنسا            | –                   | بطولة العالم للتزلج - تضمنت التزلج الألبي (الانحداري) والنوردي (عبر البلاد)، أُقيمت من قبل المنظمة الدولية للرياضة للمعاقين (ISOD) |
| الثانية      | 1982 () | جبال الألب الفودوازية          | سويسرا           | –                   | بطولة العالم الشتوية |
| الثالثة      | 1986 () | سالين                          | السويد           | –                   | |
| الرابعة      | 1990 () | جاكسون                         | الولايات المتحدة | –                   | |
| الخامسة      | 1996 () | سوني، السويد                   | السويد           | –                   | |
| السادسة      | 2000 () | كرانس مونتانا                  | سويسرا           | –                   | |
| السابعة      | 2003 () | ميتلتال-أوبيرتال               | ألمانيا          | –                   | |
| الثامنة      | 2005 () | فورت كينت، مين                 | الولايات المتحدة | 12 مارس – 20 مارس   | [ 10 ] |
| التاسعة      | 2009 () | فوكاتي                         | فنلندا           | 23 يناير – 1 فبراير | [ 11 ] |
| العاشرة      | 2011 () | خانتي مانسيسك                  | روسيا            | 31 مارس – 10 أبريل  | |
| الحادية عشرة | 2013 () | سوليفتيو                       | السويد           | 25 فبراير – 5 مارس  | |
| الثانية عشرة | 2015 () | كيبل، ويسكونسن                 | الولايات المتحدة | 22 يناير – 1 فبراير | [ 12 ] |
| الثالثة عشرة | 2017 () | فينشتراو                       | ألمانيا          | 10 – 19 فبراير      | أول بطولة عالمية تحت العلامة التجارية "عالم بارا".                                                                                |
| الرابعة عشرة | 2019 () | برنس جورج، كولومبيا البريطانية | كندا             | 15 – 24 فبراير      | [ 14 ] |
| الخامسة عشرة | 2021 () | ليلهمر                         | النرويج          | 8 – 23 يناير        | |
| السادسة عشرة | 2023 () | أوستيرسوند                     | السويد           | 21 – 29 يناير       | |

## روابط خارجية
- بطولة العالم للتزلج البارالمبي الشمالي